# Station Tommot
Station Tommot (Russisch: Томмот) is een station van de Spoorlijn Amoer-Jakoetsk tussen het Station Koeranach en het wisselspoor Bolotny. Het station ligt in de oeloes Aldanski van de Russische autonome republiek Sacha (Jakoetië), op 377 kilometer van Berkakit en 432 kilometer van Station Nizjni-Bestjach, een kilometer ten westen van de gelijknamige plaats Tommot. Het station werd in 2004 geopend. In 2009 werd de lijn voltooid tot Station Amga en in 2013 tot Station Nizjni Bestjach. Tussen 2014 en 2019 was Tommot het eindstation voor passagiers van de spoorlijn in afwachting van de volledige voltooiing van de lijn tot Nizjni Bestjach.
Het station werd ontworpen door Ivan Loekin en bestaat uit drie torens in de vorm van oerasa's; traditionele kegelvormige Jakoetische zomerverblijven.

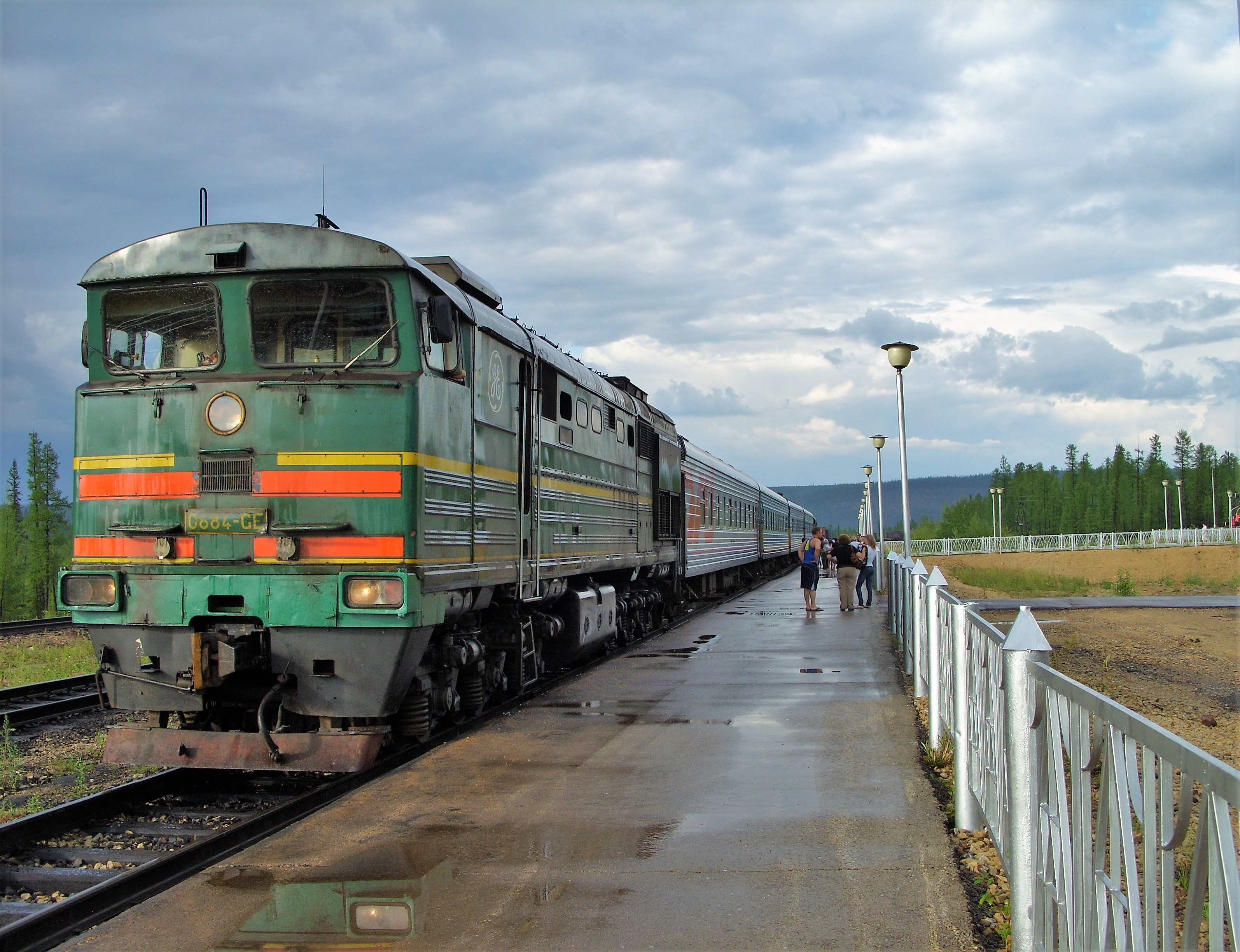
Passagierstrein op Station Tommot
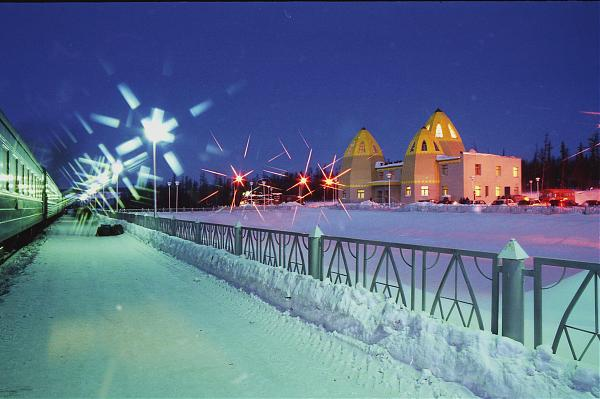
Het station in de winter
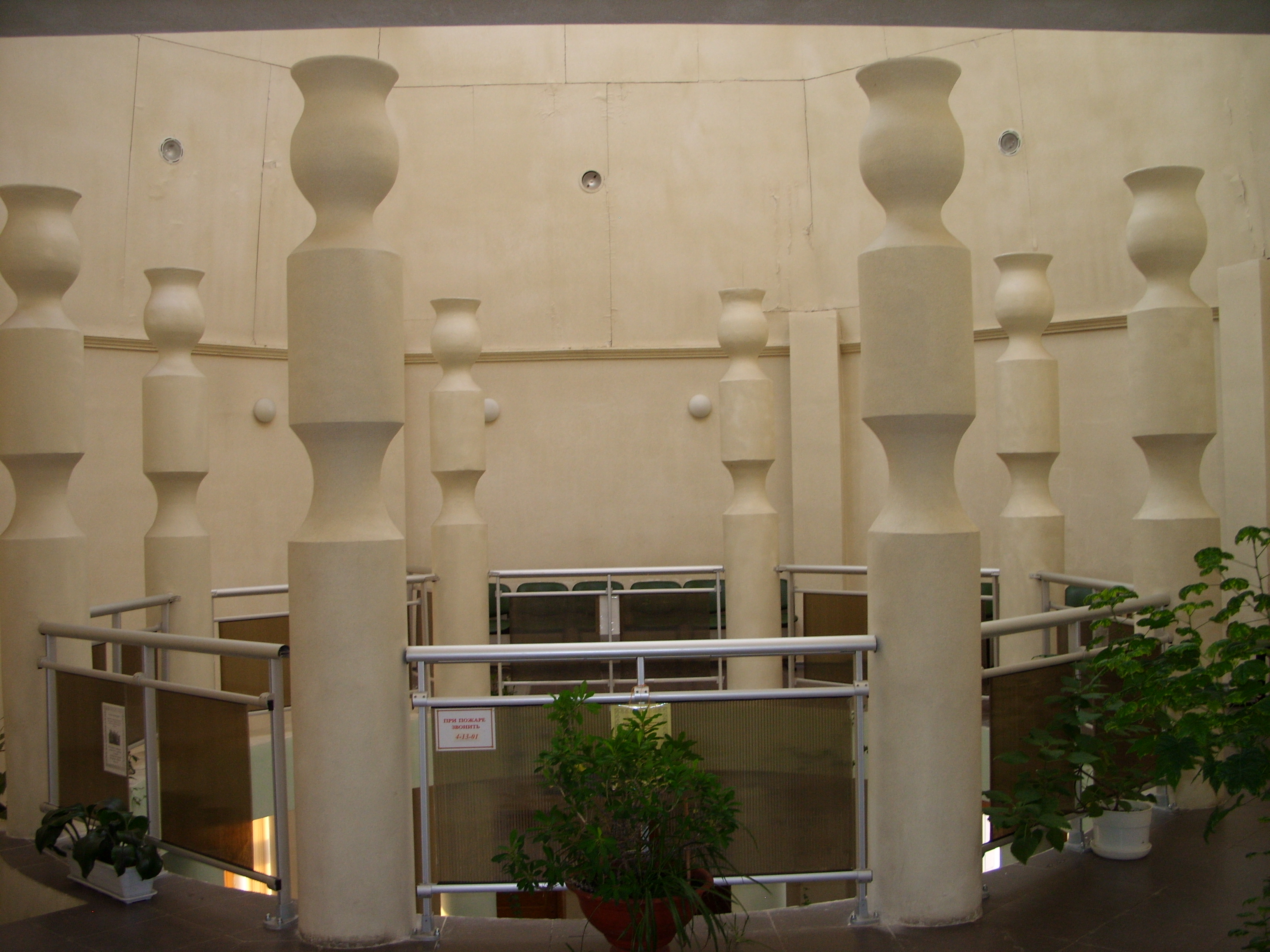
Binnenzijde van een van de torens van het station
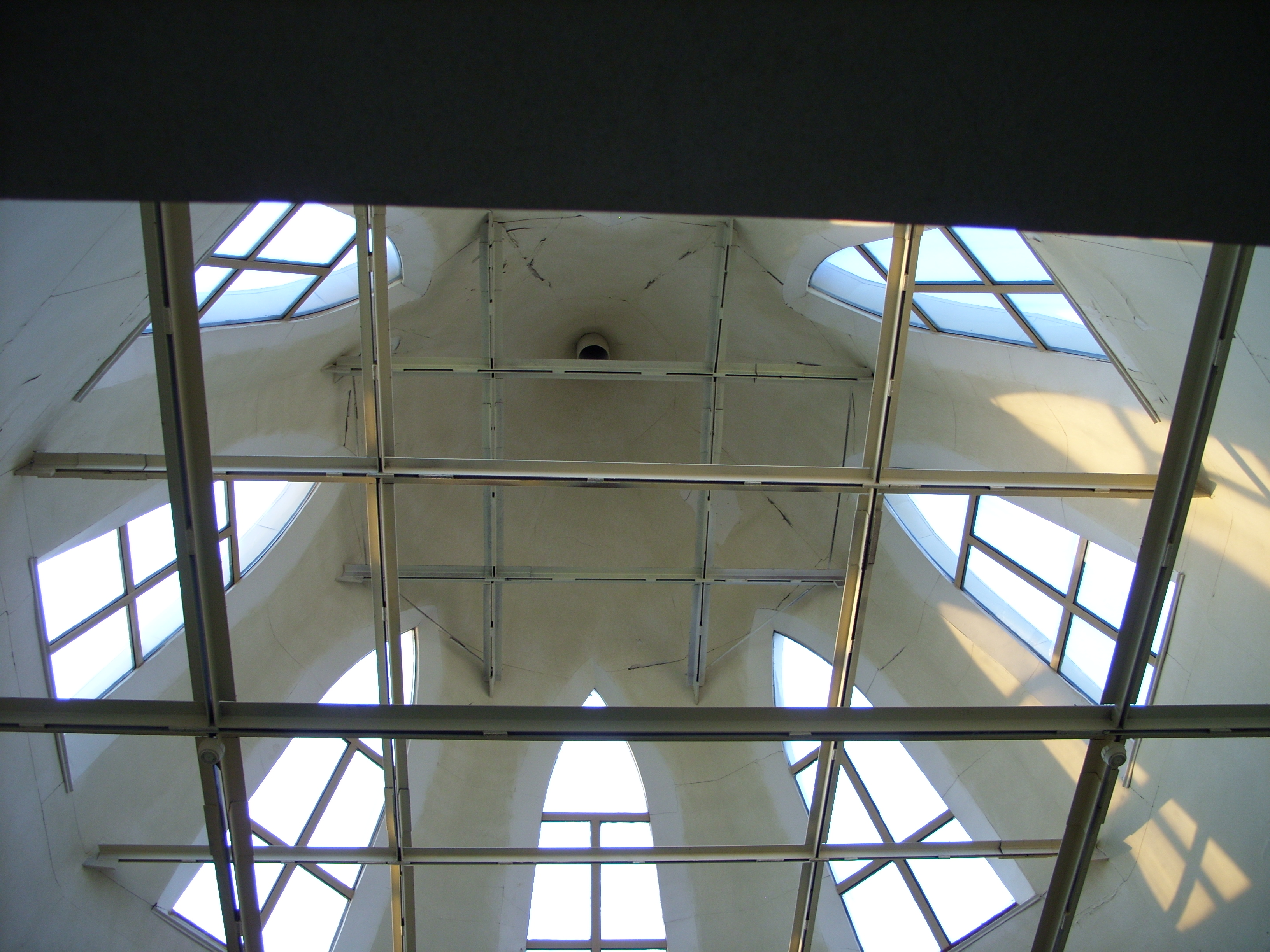